# Liste der Naturdenkmale in Grasellenbach
Die Liste der Naturdenkmale in Grasellenbach nennt die im Gebiet der Gemeinde Grasellenbach im Landkreis Bergstraße in Hessen gelegenen Naturdenkmale.

## Liste
| Bild                          | Bezeichnung                                                  | Ortsteil, Lage                                              | Beschreibung | Art            | Nr.      |
| ----------------------------- | ------------------------------------------------------------ | ----------------------------------------------------------- | --- | -------------- | -------- |
| mehr Fotos \| Fotos hochladen | Siegfriedbrunnen                                             | Gras-Ellenbach 49° 37′ 12,6″ N, 8° 52′ 14,4″ O              | Als Brunnen gefasste Schichtquelle im Buntsandstein. Natürliche Quelle mit historischer Bedeutung.                   |                | 431.9-11 |
| Fotos hochladen               | Krumme Tanne (tatsächlich: Gemeine Kiefer, Pinus silvestris) | Hammelbach 49° 38′ 40,9″ N, 8° 51′ 17,8″ O                  | Bei Wegekreuz im Gemeindewald. Schutzgrund hohes Alter und ungewöhnlich krummer Stamm.                               | Gemeine Kiefer | 431.9-21 |
| Fotos hochladen               | Kalter Brunnen                                               | Hammelbach 49° 37′ 50,9″ N, 8° 50′ 21,3″ O                  | Als Brunnen gefasste natürliche Schichtquelle mit kräftiger Schüttung.                                               |                | 431.9-22 |
| Fotos hochladen               | Krüppelkiefer (Pinus silvestris)                             | Hammelbach, Fürther Straße 4 49° 38′ 7,6″ N, 8° 49′ 43,3″ O | Auf Burgmauer an Klosterruine am Friedhof. Schutzgrund ist der Krüppelwuchs sowie als Ensemble mit der Mauer.        | Gemeine Kiefer | 431.9-23 |
| BW                            | Hammelbacher Eibe (Taxus baccata)                            | Hammelbach 49° 38′ 8,1″ N, 8° 49′ 49,2″ O                   | Schutzgründe sind hohes Alter und heimatgeschichtlicher Wert.                                                        | Eibe           | 431.9-24 |
| Fotos hochladen               | Felsenquelle                                                 | Hammelbach 49° 38′ 26,4″ N, 8° 50′ 58,9″ O                  | Als Brunnen gefasste natürliche Schichtquelle, von heimatgeschichtlichem Wert.                                       |                | 431.9-25 |
| BW                            | Hilsig-Buche, Rotbuche (Fagus sylvatica)                     | Hammelbach 49° 37′ 41,2″ N, 8° 50′ 2,7″ O                   | Wegen ihrer besonderen Größe, Formschönheit und Verastung geschützte Rotbuche am Hilsigbuckel.                       | Rotbuche       | 431.9-26 |
| Fotos hochladen               | Kopflinde, Winterlinde (Tilia cordata), auf dem Friedhof     | Gras-Ellenbach 49° 37′ 46,6″ N, 8° 51′ 30,3″ O              | Wegen ihrer besonderen Stammstärke und eigentümlicher Kopfform geschützte Kopflinde auf dem Friedhof.                | Winterlinde    | 431.9-27 |
| Fotos hochladen               | 3 Eichen (Quercus robur) beim Wasserbehälter                 | Gras-Ellenbach 49° 37′ 47,4″ N, 8° 51′ 30,7″ O              | Wegen ihrer besonderen Größe als Baumreihe geschützt.                                                                | Stiel-Eiche    | 431.9-28 |
| BW                            | Rotbuche (Fagus sylvatica)                                   | Litzelbach 49° 37′ 23,4″ N, 8° 49′ 17″ O                    | Wegen ihrer ungewöhnlichen Stärke und besonderen Stammform geschützte Rotbuche im Tal südwestlich des Lenzenbuckels. | Rotbuche       | 431.9-31 |